# 瀬底島
瀬底島（せそこじま）は、沖縄県国頭郡本部町に属する島で、本部半島の西方沖約600メートルの東シナ海に位置する。

## 地理
セイヨウナシの形をした台地状の低平な島で、沖縄諸島に含まれる。面積2.99平方キロメートル、周囲7.3平方キロメートル、標高76.0メートル、2012年4月現在の人口は817人である。
隆起サンゴ礁の島で、主に琉球石灰岩で構成され、島中央部は今帰仁帯と呼ばれる三畳紀の基盤岩類からなる。2段または3段の海岸段丘が見受けられ、その段丘面にはカルスト地形の一つであるドリーネが、さらに島北部にはカレンフェルトも発達している。北方からの強風に晒されるため、防風林が設置されている箇所もある。島の周囲に砂浜が点在し、内陸部のほとんどが平坦な地形で、河川が存在しない。集落は島の中央部にあり、その外周を農地が囲んでいる。島南岸には琉球大学熱帯生物圏研究センターの研究施設が所在する。
島内にリュウキュウマツ、フクギ、ガジュマル、アコウなどの植物が生育し、島北部にアダンやソテツの群落が分布している。また、ハブが多く生息している。

## 行政区画
島全域は本部町の大字である「瀬底」に属し、瀬底島西約6キロメートルの海上にある水納島も同字に帰属する。
瀬底島は元来今帰仁間切の所属であったが、1666年に今帰仁間切から新たに伊野波間切として分割された。翌年1667年に本部間切に名称を変更、『琉球国由来記』にも本部間切瀬底村と記述されている。琉球王国時代初頭は瀬底村の1村のみであったが、1736年に石嘉波（いしかわ）村が農地開拓のため本部半島から移り2村体制となり、1896年（明治29年）に両村とも国頭郡へ編入、1903年（明治36年）に石嘉波村は瀬底村に合併された。そして1908年（明治41年）に本部村瀬底、1940年（昭和15年）に本部町へ町制施行した。

## 歴史
方言で「瀬底」は「シーク」また「シスク」といい、島民からは「シマー（島）」と呼ばれる。『海東諸国紀』には「師子島」とあり、沖縄本島間の海域は「世々九浦」と記載されている。『ペリー提督沖縄訪問記』と『ペリー艦隊日本遠征記』には「スコ島 (Suco Island)」と記され、瀬底島内の集落名は「シスコ (Sisuco)」とある。瀬底島は『琉球国高究帳』に記載されて以降、この地名は一般に広まったとされる。

### 先史から琉球王朝まで
先史時代の貝塚やグスク時代の遺構が発見され、瀬底グスク（ウチグスク）では、青磁や染付けされた陶磁器が出土している。伝承によると、ウチグスク周辺に生活していた7世帯が瀬底島を開闢したとされ、1469年に第一尚氏王統最後の尚徳王が死去すると、同系の今帰仁按司の一人の子供がウチグスクに住み渡り、瀬底島に村落を形成したといわれている。また、沖縄本島中部の具志川や石川（うるま市の一地域）からの移住者が、集落を築いたとも伝えられている。
『球陽』（1394年条）には、瀬底島の島民によって放たれた家畜が農作物を食い荒らしたと、沖縄本島の健堅村の住民が非難したが、島民はこの苦情を聞き入れなかったという。『球陽』（1736年条）には、本部間切の村々の農地が狭く、木を焼き払って田畑を開墾したという。そこで、土地に余裕のある瀬底島に、本島から海を渡って石嘉波村が移転した。その際、村人によって石嘉波神社が作られた。
島内には水田はなく、また麻疹・天然痘などの疫病が度々発生し、1826年に飢饉による困窮のため、瀬底村は金銭を借り入れている。島中央部に位置する土帝君の祠は瀬底の親雲上である上間家の一人が1712年に清へ渡航した際、持ち帰った木像を祀ったのが始まりとされる。代々上間家は本部間切の地頭代を務め、1772年に沖縄本島全域に疫病が流行した際、間切全土の復興支援を行った。特に5代目は貧民救援に尽力した功績が認められ、1831年に王府から掛軸と上布を与えられた。

### 明治以降

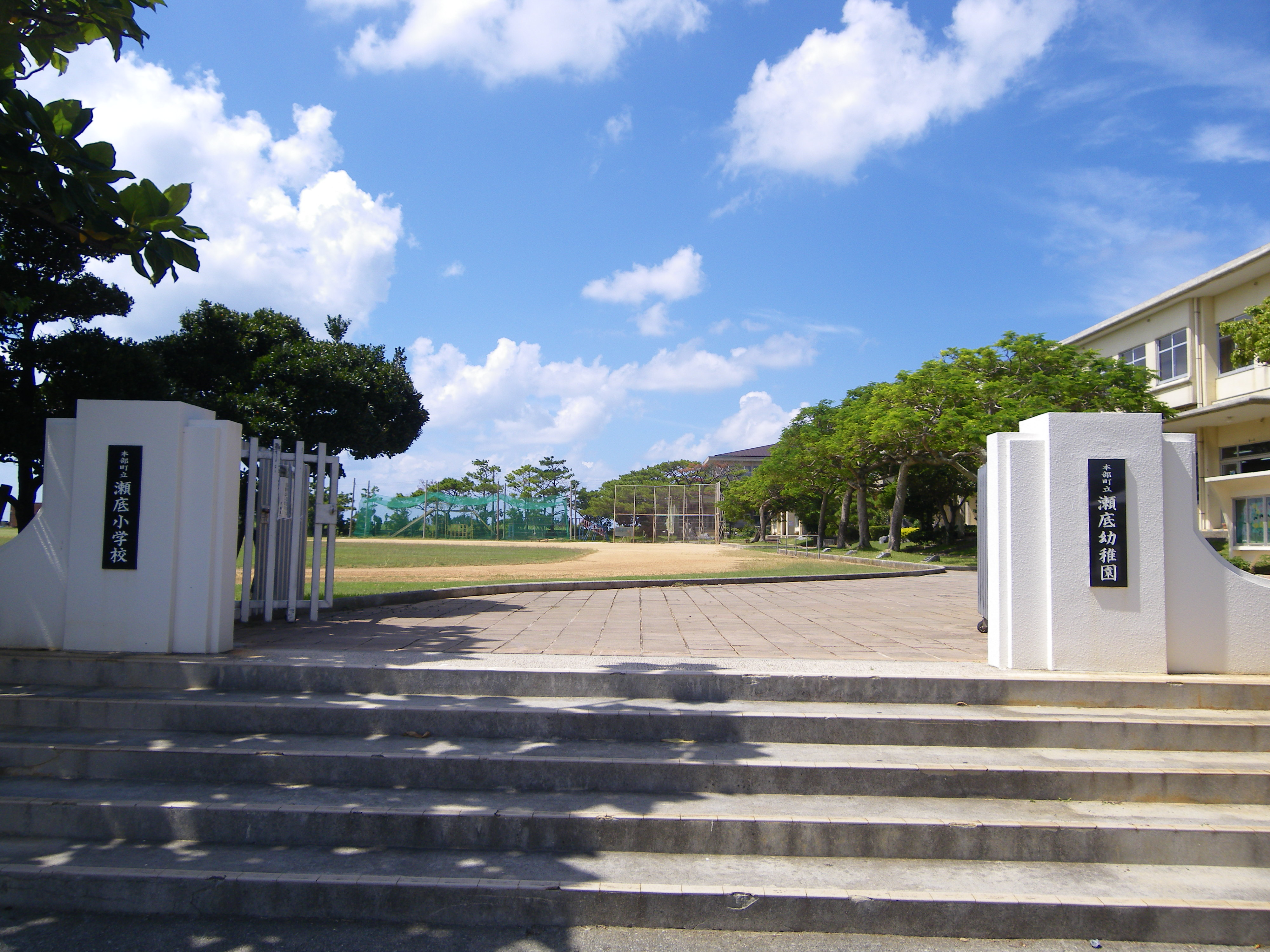
本部町立瀬底小学校・幼稚園

1890年（明治23年）に島内に「瀬底簡易小学校」が設立、その後に本部尋常小学校の分校となり、1893年（明治26年）に「瀬底尋常小学校」へ分離された。1900年（明治33年）、後の大正天皇の成婚記念として、校舎を背景に生徒と職員を撮影した写真が献上された。1909年（明治42年）、青年の社会教育を進める「瀬底夜学会」が結成され、また「毛遊び」を取り締まるべく、瀬底小学校の職員らが指導にあたり、島内の風俗改良に努めた。1921年（大正10年）に高等科の新設に伴い、尋常小学校から「瀬底尋常高等小学校」へ改称され、高等科のある沖縄本島へ渡らずに通学できるようになった。
1944年（昭和19年）10月10日の十・十空襲では、瀬底島と沖縄本島の崎本部との海域に停泊していた潜水母艦「迅鯨」が、アメリカ軍の攻撃により沈没した。この空襲による島内の被害として、民家と学校が焼失、島民1名が死亡した。翌年の1945年（昭和20年）4月22日、アメリカ軍は瀬底島に上陸、沖縄戦における島内出身の軍人・軍属72名と一般住民102名が犠牲となった。
戦時中、本部町民は久志、辺野古の収容所へ移動させられ、当地で終戦を迎えたが、瀬底の住民は収容されなかった。これは島の主要な人物が、学校再開を条件にアメリカ軍と交渉し、島民は移動を免れたとされる。1953年（昭和28年）、島内に製糖工場が建設されたが、1960年（昭和35年）に大型の工場が今帰仁村に設立され、島内の工場は買収され、サトウキビの生産のみとなった。
瀬底島に井戸は存在せず、昔から天水に依存し、雨水を蓄える貯水池が御嶽に残存している。旱魃で水不足に陥ると、沖縄本島から生活用水を輸送していたが、1964年（昭和39年）にボーリング機材を用いて地下水を汲み上げ、幾分水不足は解消された。そして1982年（昭和57年）に沖縄本島から海底送水が実施された。1973年（昭和48年）に電話回線が開設、また電力も対岸の本部半島から海底ケーブルで送電されている。1985年（昭和60年）、瀬底島と本島間を結ぶ瀬底大橋が完成、1992年（平成4年）に瀬底区公民館が竣工した。2012年（平成24年）、瀬底中学校の閉校式が行われ、本部中学校へ統合された。

## 産業

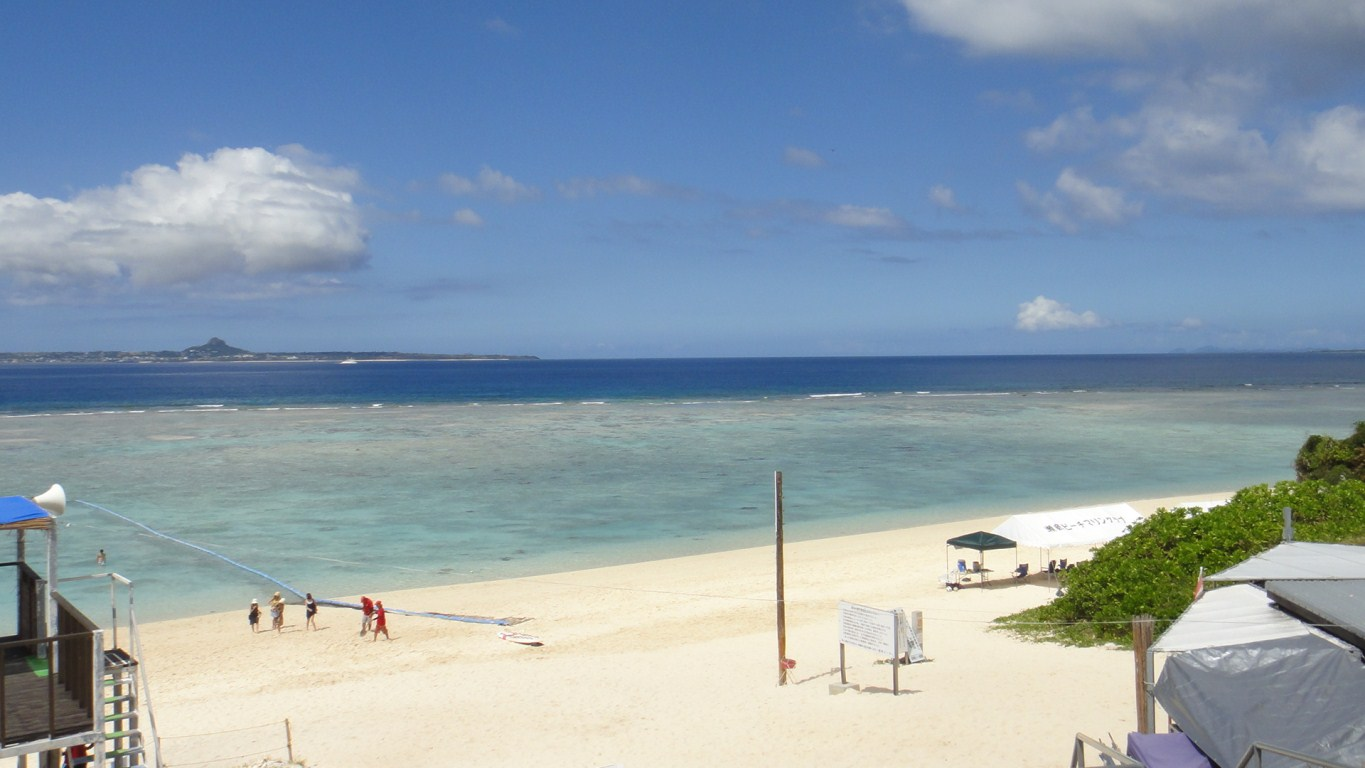
瀬底ビーチ

主な産業は農業で、サトウキビ、スイカ、菊が主要な産物で、花卉類は通常の出荷時期を変えて生産を行っている。過去にサツマイモや麦、豆類が栽培され、大正時代には鰹節の生産が行われていた。昭和初期に石灰質岩石のトラバーチンを産出し、国会議事堂の建材にも使用された。
「ムンジュル笠」と呼ばれる麦わら（方言で「ムンジュル」）を編んで作った菅笠状の日笠が瀬底島の工芸品で、沖縄本島北部では「シーク笠（瀬底笠）」ともいわれる。明治時代から1960年代まで農家の副業として生産されたが、その後に多種多様な帽子が大量に製造され、ムンジュル笠の生産人口は2020年（令和2年）現在、1人のみとなった。
島西部海岸には、全長約800メートルの「瀬底ビーチ（クンリ浜）」があり、瀬底大橋の橋詰付近に「アンチ浜」と呼ばれる砂浜が広がる。瀬底ビーチ隣接地には、「都市デザインシステム」（現：UDS）が約360室の高級リゾートホテルとして300億円を掛けて約10万坪の敷地の開発を進め、100%出資会社「瀬底ビーチリゾート」として運営する計画があった。しかし、2008年の金融危機による影響で資金繰りが悪化し両社とも民事再生法を申請し、倒産。施設は6割完成時点で建設中止となり放置されていた。2015年12月、森トラストが当時土地を所有していた「合同会社瀬底ビーチプロジェクト」（同社は2017年3月21日に会社清算）から土地取得に関する売買契約を締結。2018年より再開発（建物の再構築等）を行なった上で、2020年7月1日に約300室規模のホテル「ヒルトン沖縄瀬底リゾート」を開業。2021年には、132室の会員制タイムシェアリゾート、「ヒルトン・グランド・バケーションズ」（アジア初）の2ホテル体制で開業した。

## 文化

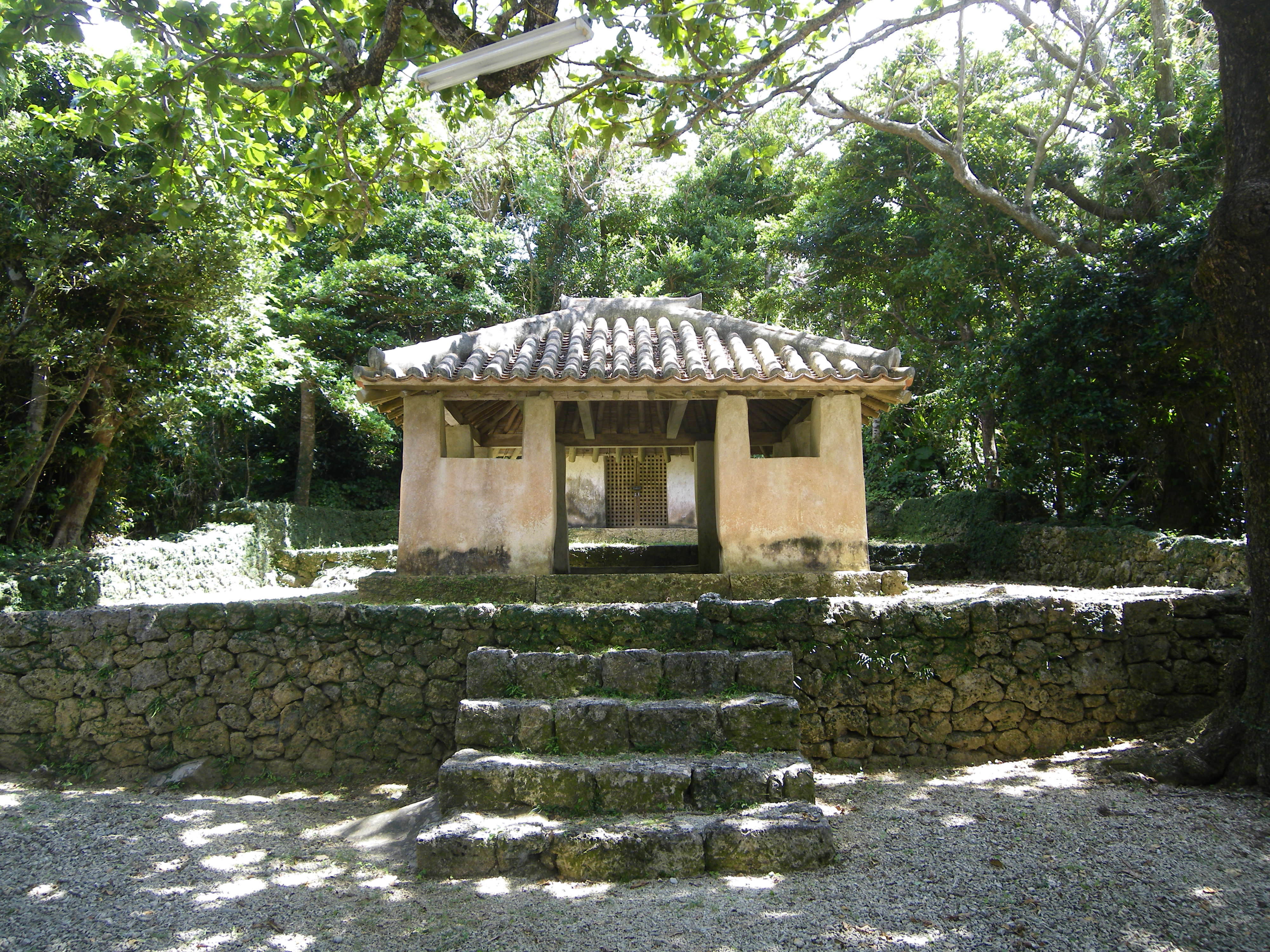
瀬底土帝君一郭

瀬底島中央部に、古来より中国における農業の神様として崇拝された土帝君の祠（瀬底土帝君）があり、当地で毎年旧暦2月2日に豊年祭が行われる。またこの祭祀施設は2000年に国の重要文化財に指定されている。周囲は石灰岩の石積みで囲まれ、その中に赤瓦屋根の祠がある。戦時中に土帝君像は焼失し、戦後新たに作られた。
昭和初期まで氏神に奉げる村踊りと綱引きは毎年交互に行われたが、1935年（昭和10年）から4年ごとに1回交互に開催するようになった。村踊りは旧暦8月中旬の4日間、綱引きは11日に行われ、帰省者や近郊の沖縄本島から訪れる観客で賑わう。島南部には「参詣毛（サンケーモー）」と呼ばれる小高い丘があり、そこから毎年旧暦5月15日に酒と肴を用意し祖先の故郷（本部や石川など）を訪れ、参拝する「グングヮチウマチー（5月祭り）」を行う。獅子舞踊りや旧暦7月に伝統芸能「シヌグ」も催される。シヌグは作物の収穫終了後と次の農作へ移行する間に開催する祭事で、沖縄本島北部や奄美群島の一部でも行われる。毎年5月と11月に「ピージャーオーラサイ」もしくは「ピージャーオーラセー」といわれるヤギどうしで闘う伝統行事が行われる。瀬底島の島民らが一体となって、島内行事に取り組んでいる。
瀬底島で使用される方言は沖縄北部方言に含まれるが、この方言の特徴である有気音と無気音の区別はない。それ以外の発音は他の琉球方言と比較して際立った特徴は見受けられず、また文法もほぼ変わらない。水納島は瀬底島から移住した人々で構成されているため、瀬底島と同一である。

## 交通
古くから瀬底島の沖合は荒れやすく、王朝時代から船舶の転覆・座礁事故が発生していた。それに対して瀬底島と本部半島に挟まれた海峡は穏やかであるため、外航船の避難港として利用されていた。この一帯の海域は『球陽』には「瀬底二仲（シークタナカ）」、明治時代の水路誌には「瀬底港」と記されている。1911年（明治44年）にアメリカの軍艦アルバニー号が来航、1944年（昭和19年）の十・十空襲では、停泊していた潜水母艦「迅鯨」などの艦船が攻撃を受けている。
沖縄本島と架橋する以前は渡し船が唯一の交通手段で、1946年（昭和21年）から橋梁完成まで汽船が運航した。当時の瀬底港と沖縄本島側の浜崎港（両港とも2006年に本部港に統合）を1日11便で結び、朝方と夕方には島内の学生が沖縄本島の学校へ通学するために利用していた。現在は近くのビーチが観光資源として整備されている。
1972年（昭和47年）から7年間、瀬底大橋の建設に関する調査が行われた。1974年（昭和49年）に島内の主要道路が沖縄県道172号瀬底健堅線に指定され、1979年（昭和54年）に工事を着工した。1985年（昭和60年）2月13日に完成し、全長762メートルで当時の沖縄県において最長の橋であった。また翌月の3月31日に完成を祝して島内に開通記念碑が建立された。開通後は、島民の生活道路のみでなく、景勝地として観光資源の役割も果たしている。
瀬底大橋の完成後の1986年（昭和61年）、瀬底島に沖縄バスによるバス路線が導入された。瀬底大橋を渡り本部町中心部や名護市と瀬底島を結ぶ路線バスが琉球バス交通と沖縄バスにより運行されているが、65番・66番がそれぞれ1本ずつ経由、76番が瀬底を起終点として2往復運行、他にやんばる急行バス四島線がヒルトン沖縄瀬底リゾートを起終点、本部町内、今帰仁村、屋我地島を経由して古宇利島へ3往復運行されている。

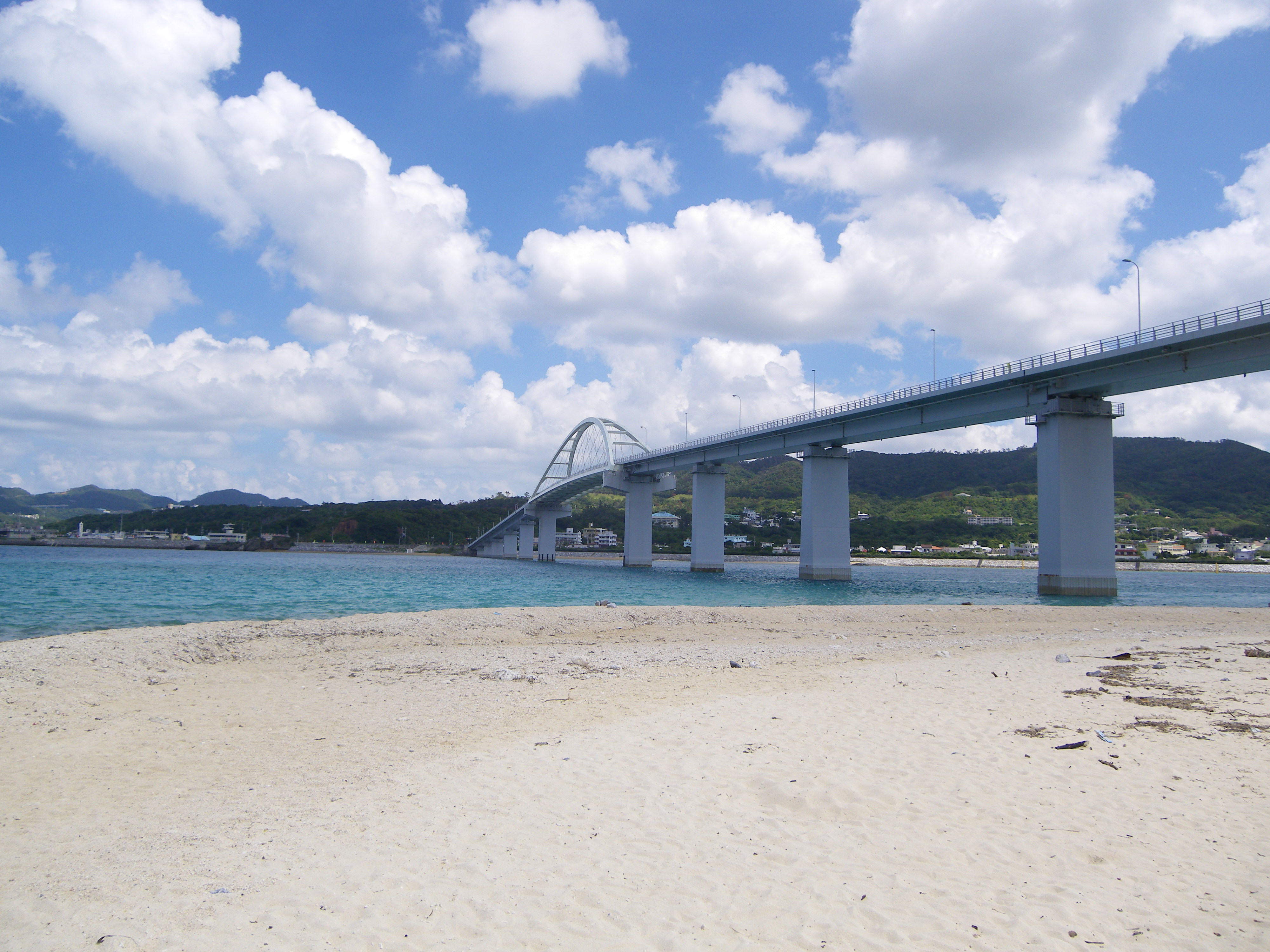
瀬底大橋
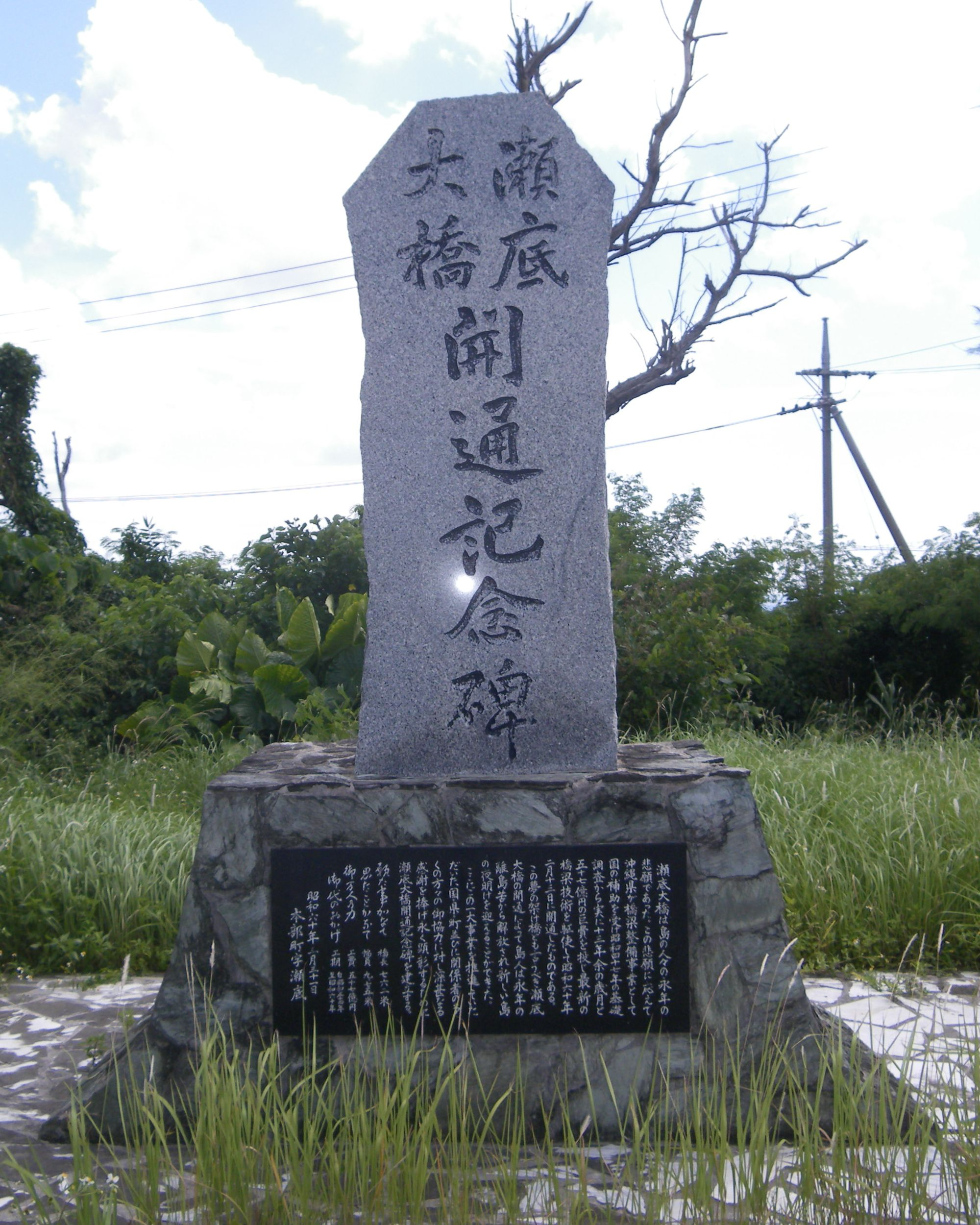
瀬底大橋開通記念碑
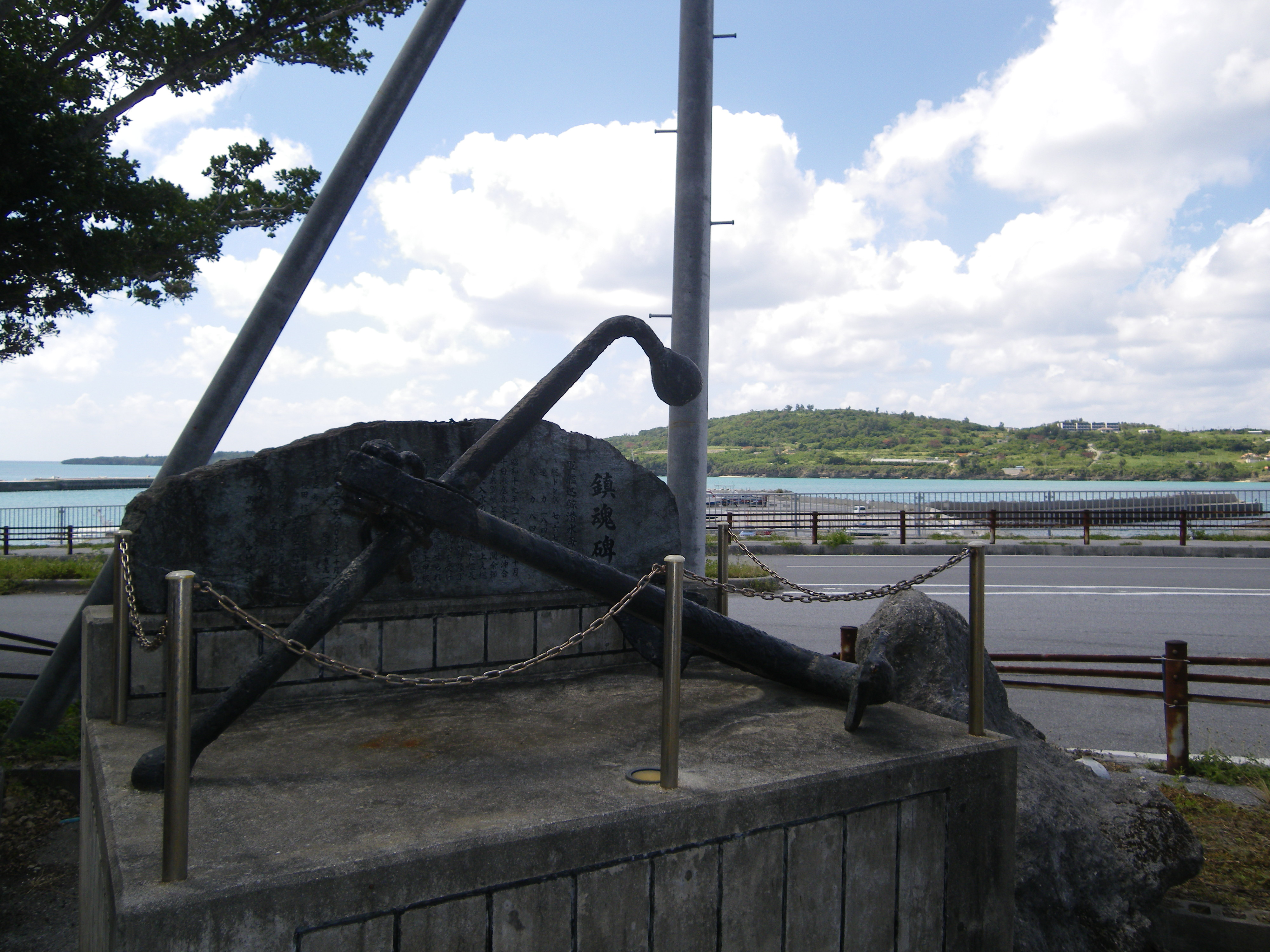
本部港の潜水母艦「迅鯨」鎮魂碑。後方に瀬底島を望む。

## 当地を舞台にした作品
- 『男はつらいよ 寅次郎ハイビスカスの花』（男はつらいよシリーズ、1980年）[52]
- 『風音』（2004年）[52]
- 『子宮の記憶 ここにあなたがいる』（2007年）[52]
- 『クソ野郎と美しき世界』（2018年）のロケ地[52]
- 『えびすじゃっぷ SCOLER JAPAN』（2020年）のロケ地